# Téléssonne
Téléssonne était une chaîne de télévision française, émettant sur le territoire du département de l'Essonne, détenue par diverses collectivités publiques. Elle a fermé le 30 septembre 2014.

## Historique

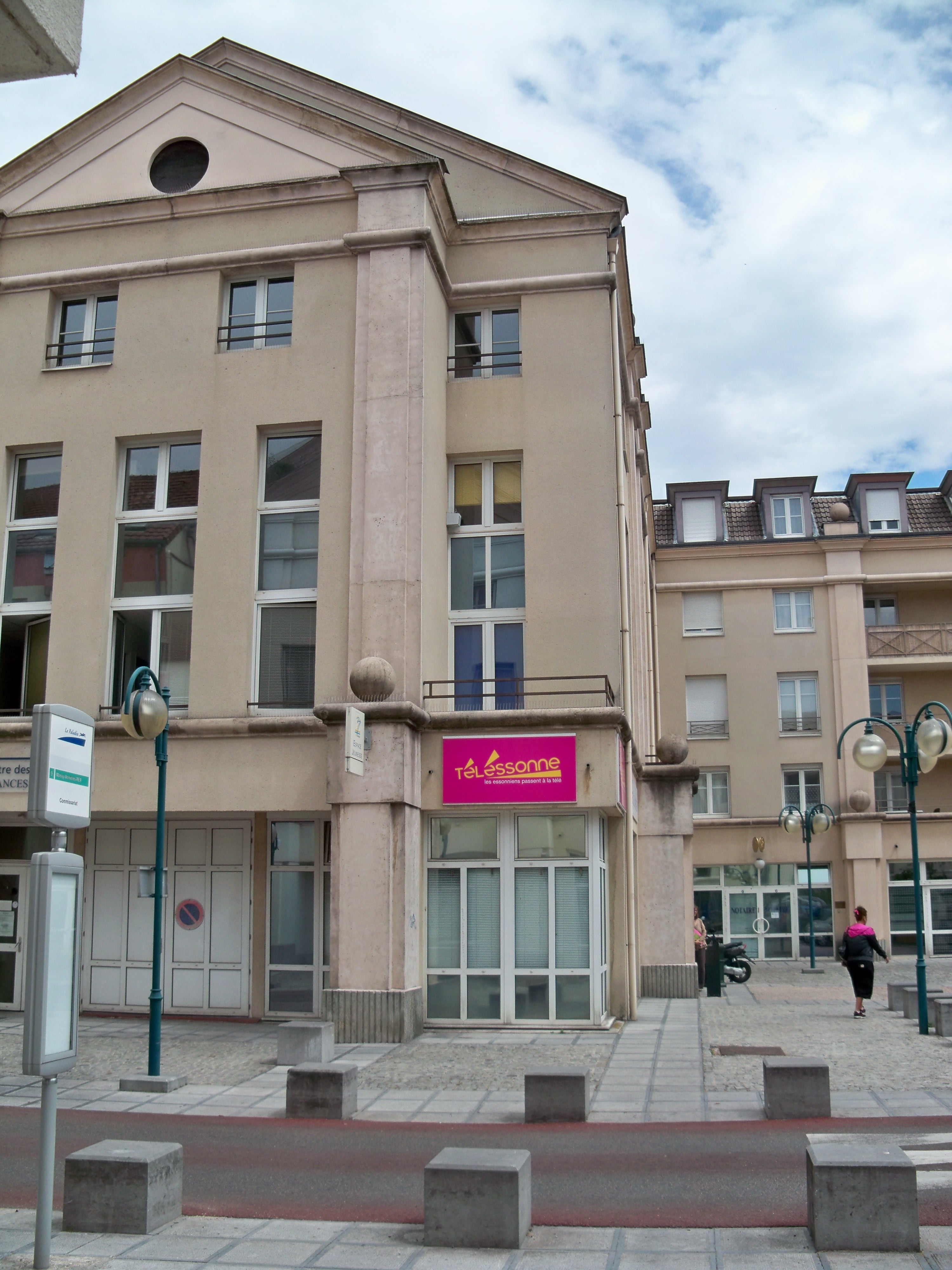
Locaux de Téléssonne, place Victor-Schœlsher à Massy.

Créée initialement sur le câble, en septembre 1989, Téléssonne dessert à l'origine six communes : Bièvres, Chilly-Mazarin, Igny, Les Ulis, Massy et Palaiseau. Elle fut par la suite également diffusée via les box ADSL.
Téléssonne est alors membre de Télif et de TLSP (association professionnelle des Télévisions Locales de Service Public).
La chaîne est menacée de fermeture depuis juillet 2014, à la suite de la baisse des subventions du Conseil général de l'Essonne, ainsi qu'à la non-attribution d'une fréquence sur la TNT francilienne. Après un sursis de trois mois visant à trouver des financements, la chaîne cesse d'émettre le mardi 30 septembre 2014,.

## Organisation

### Enregistrement administratif
- Nom de la société : Vidéocâble 91
- Nom commercial : Téléssonne

### Actionnaires (en 2011)[4]
- Le conseil général de l'Essonne (55 %).
- Numericable (14 %)
- La chambre de commerce et d'industrie de l'Essonne (7 %)
- Les six communes initiales (Bièvres, Chilly-Mazarin, Igny, Les Ulis, Massy et Palaiseau) (25 %)

## Pour approfondir